# Парникова
Парникова — зупинний пункт Ніжинського напряму Київської дирекції Південно-Західної залізниці на лінії Ніжин — Київ-Пасажирський. Розташована між зупинними пунктами Квітневий (6 км) та зупинним пунктом Димерка (4 км).
Платформу було відкрито у 1926 році. Лінію електрифіковано в 1964 році.
Платформа розташована на околиці смт Велика Димерка.